# Richard Mullane
Richard Michael "Mike" Mullane (Wichita Falls, 10 de setembro de 1945) é um ex-astronauta norte-americano.
Formado em engenharia, foi graduado pela Academia Militar dos Estados Unidos em 1967. Oficial da Força Aérea dos Estados Unidos, combateu na Guerra do Vietnã entre janeiro e novembro de 1969, servindo depois na Inglaterra por quatro anos. Em agosto de 1979, ele se qualificou como astronauta da NASA e participou de três missões espaciais. 
A primeira em agosto de 1984, como especialista de missão da STS-41-D, então o voo inaugural do orbitador Discovery. A segunda em dezembro de 1988 na STS-27 Atlantis, uma missão com carga secreta do Departamento de Defesa dos Estados Unidos.
Sua última missão foi em fevereiro de 1990 na STS-36 Atlantis, na qual completou 356 horas no espaço. Depois deste voo, Mullane se aposentou da NASA e da Força Aérea.